# Park Narodowy Pojezierza Smoleńskiego

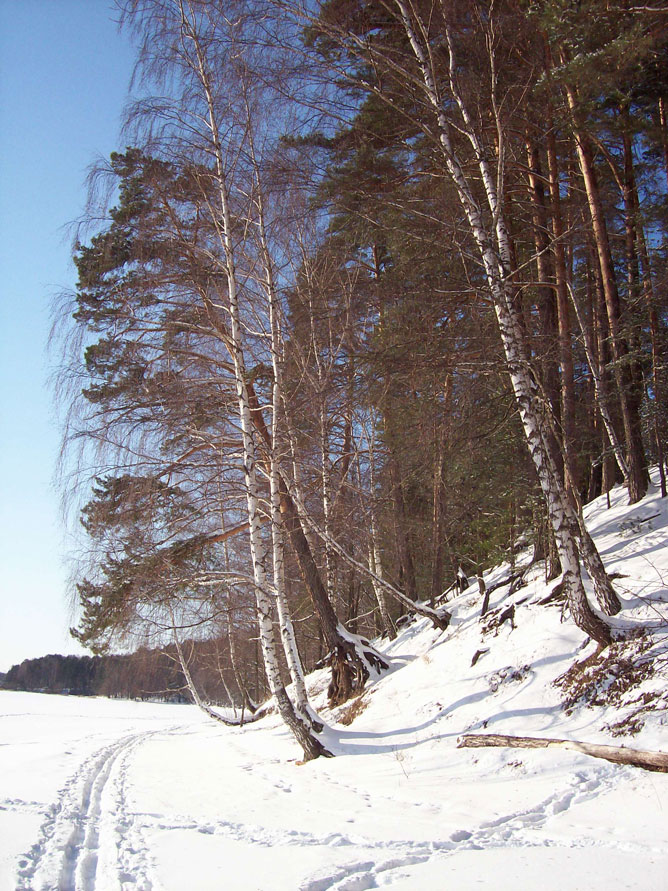
Las brzozowy (brzezina) na terenie parku zimą

Park Narodowy Pojezierza Smoleńskiego (ros. Национальный парк «Смоленское Поозёрье») – rosyjski park narodowy utworzony 15 kwietnia 1992 roku. Utworzenie parku miało celu zachowanie naturalnych systemów leśnych i wodnych regionu oraz zapewnienie możliwości korzystania z zasobów naturalnych w celach edukacyjnych, naukowych i kulturalnych. Obszar chroniony tzw. „Pojezierza Smoleńskiego” obejmuje około 35 jezior pochodzenia polodowcowego, obszary cennych torfowisk i około 70 stanowisk archeologicznych. W 2002 roku park ten otrzymał status Rezerwatu Biosfery UNESCO, a w 2008 roku został zakwalifikowany przez BirdLife International jako ostoja ptaków IBA. 
Całkowita powierzchnia parku narodowego wynosi 1462,37 km², z czego około 1144 km² (78,3% ogólnej powierzchni) to lasy państwowe, a około 318 km² (21,7% ogólnej powierzchni) przypada na prywatnych właścicieli i użytkowników, których prywatne posesje znalazły się na obszarze parku narodowego, ale nie zostały wyłączone z gospodarczego wykorzystania, bądź podlegają ochronie częściowej.

## Flora i Fauna

### Flora[5]
Spośród całkowitej powierzchni „Pojezierza Smoleńskiego” około 74% stanowią lasy, na które składają się:
lasy iglaste mające 56% udziału w tejże powierzchni, na które przypadają połacie
- świerkowe – 28,4%
- sosnowe – 12,1%

lasy liściaste mające 18% udziału w powierzchni leśnej, a na które przypadają głównie
- brzeziny – 31,1% (zwykle gatunek: brzoza brodawkowata)
- ols – 17,4%
- osiki – 9,5%
- takie rodzaje jak klon, dąb, jesion czy lipy  występują w 0,6% udziale

Według danych administracji parku narodowego na jego terenie występuje około 900 gatunków roślin naczyniowych.

### Fauna
Fauna parku narodowego reprezentowana jest przez 10 gatunków płazów, 5 gatunków gadów, 205 gatunków ptaków i 57 gatunków ssaków. Spośród wszystkich występujących 26 gatunków ptaków i 6 gatunków ssaków znajduje się w tzw. ”Czerwonej Księdze Regionu Smoleńska”, z czego 18 gatunków ptaków również w ”Czerwonej Księdze Rosji” i 20 gatunków – w  Czerwonej Księdze według Międzynarodowej Unii Ochrony Przyrody (International Union for Conservation of Nature).

### Ochrona gatunkowa Międzynarodowej Unii Ochrony Przyrody
Płazy
- traszka grzebieniasta (Triturus cristatus)
- kumak nizinny (Bombina bombina)

Ssaki
- Gryzonie:
  - polatucha syberyjska (Pteromys volans)
  - bóbr europejski (Castor fiber)
  - wiewiórka pospolita (Sciurus vulgaris)
  - badylarka (Micromys minutus)
  - smużka leśna (Sicista betulina)
  - orzesznica (Muscardinus avellanarius)
  - koszatka leśna (Dryomys nitedula)
- Drapieżne:
  - norka europejska (Mustela lutreola)
  - wydra (Lutra lutra)
- Nietoperze:
  - gacek brunatny (Plecotus auritus)
  - borowiec wielki (Nyctalus noctula)

Ptaki
- podgorzałka (Aythya nyroca)
- gęś mała (Anser erythropus)
- błotniak stepowy (Circus macrourus)
- orlik grubodzioby (Aquila clanga)
- bielik zwyczajny (Haliaeetus albicilla)
- derkacz (Crex crex)
- bekas dubelt (Gallinago media)

## Turystyka
Na terenie parku istnieje 13 głównych szlaków turystycznych, z których najdłuższy ma 55 km i jest szlakiem wodnym. Istnieją także 4 mniejsze szlaki o charakterze krajobrazowym lub informacyjnym na temat konkretnych leśnych zbiorowisk roślinnych i typów siedliskowych, np. życia i lęgowisk bobrów.